# Trượt băng nằm ngửa tại Thế vận hội Mùa đông 2006
Luge tại Thế vận hội Mùa đông 2006 được tổ chức tại Cesana Pariol của thị trấn Cesana (gần Torino). Các cuộc đua đơn nam xảy ra trong hai ngày 11 và 12 tháng 2, đơn nữ xảy ra trong hai ngày 13 và 14 tháng 2, còn các cuộc đua đôi nam xảy ra ngày 15 tháng 2 năm 2006.

## Bảng huy chương
|   | Quốc gia  | Vàng | Bạc | Đồng | Tổng |
| - | --------- | ---- | --- | ---- | ---- |
| 1 | Đức       | 1    | 2   | 1    | 4    |
| 2 | Ý         | 1    | 0   | 1    | 2    |
| 3 | Áo        | 1    | 0   | 0    | 1    |
| 4 | Nga       | 0    | 1   | 0    | 1    |
| 5 | Latvia    | 0    | 0   | 1    | 1    |
|   | Tổng cộng | 3    | 3   | 3    | 9    |

|    | Huy chương | Vận động viên            | Thời giờ |
| -- | ---------- | ------------------------ | -------- |
| 1  | Vàng       | Armin Zöggeler (Ý)       | 3:26,088 |
| 2  | Bạc        | Albert Demtschenko (Nga) | 3:26,198 |
| 3  | Đồng       | Mārtiņš Rubenis (Latvia) | 3:26,445 |
| 4  |            | Tony Benshoof (Hoa Kỳ)   | 3:26,598 |
| 5  |            | David Möller (Đức)       | 3:26,711 |
| 6  |            | Jan Eichhorn (Đức)       | 3:26,743 |
| 7  |            | Georg Hackl (Đức)        | 3:26,919 |
| 8  |            | Reinhold Rainer (Ý)      | 3:27,002 |
| 9  |            | Markus Kleinheinz (Áo)   | 3:27,587 |
| 10 |            | Wilfried Huber (Ý)       | 3:27,675 |

|    | Huy chương | Vận động viên              | Thời giờ |
| -- | ---------- | -------------------------- | -------- |
| 1  | Vàng       | Sylke Otto (Đức)           | 3:07,979 |
| 2  | Bạc        | Silke Kraushaar (Đức)      | 3:08,115 |
| 3  | Đồng       | Tatjana Hüfner (Đức)       | 3:08,460 |
| 4  |            | Courtney Zablocki (Hoa Kỳ) | 3:08,852 |
| 5  |            | Veronika Halder (Áo)       | 3:09,087 |
| 6  |            | Liliya Ludan (Ukraina)     | 3:09,275 |
| 7  |            | Anna Orvola (Latvia)       | 3:09,483 |
| 8  |            | Nina Reithmayer (Áo)       | 3:09,573 |
| 9  |            | Martina Kocher (Thụy Sĩ)   | 3:09,591 |
| 10 |            | Regan Lauscher (Canada)    | 3:09,643 |

## Đôi nam
|    | Huy chương | Vận động viên                                   | Thời giờ |
| -- | ---------- | ----------------------------------------------- | -------- |
| 1  | Vàng       | Andreas Linger & Wolfgang Linger (Áo)           | 1:34,497 |
| 2  | Bạc        | André Florschütz & Torsten Wustlich (Đức)       | 1:34,807 |
| 3  | Đồng       | Gerhard Plankensteiner & Oswald Haselrieder (Ý) | 1:34,930 |
| 4  |            | Tobias Schiegl & Markus Schiegl (Áo)            | 1:34,951 |
| 5  |            | Christian Oberstolz & Patrick Gruber (Ý)        | 1:34,956 |
| 6  |            | Patric Leitner & Alexander Resch (Đức)          | 1:34,960 |
| 7  |            | Andris Sics & Juris Sics (Latvia)               | 1:35,114 |
| 8  |            | Preston Griffal & Dan Joye (Hoa Kỳ)             | 1:35,410 |
| 9  |            | Chris Moffat & Mike Moffat (Canada)             | 1:35,541 |
| 10 |            | Grant Albrecht & Eric Pothier (Canada)          | 1:35,561 |